# Vecchietta
Lorenzo di Pietro, meist nur il Vecchietta genannt, (* 1410 in Siena; † 1480 ebenda) war ein italienischer Maler im Stil der Schule von Siena, Bildhauer und Goldschmied.

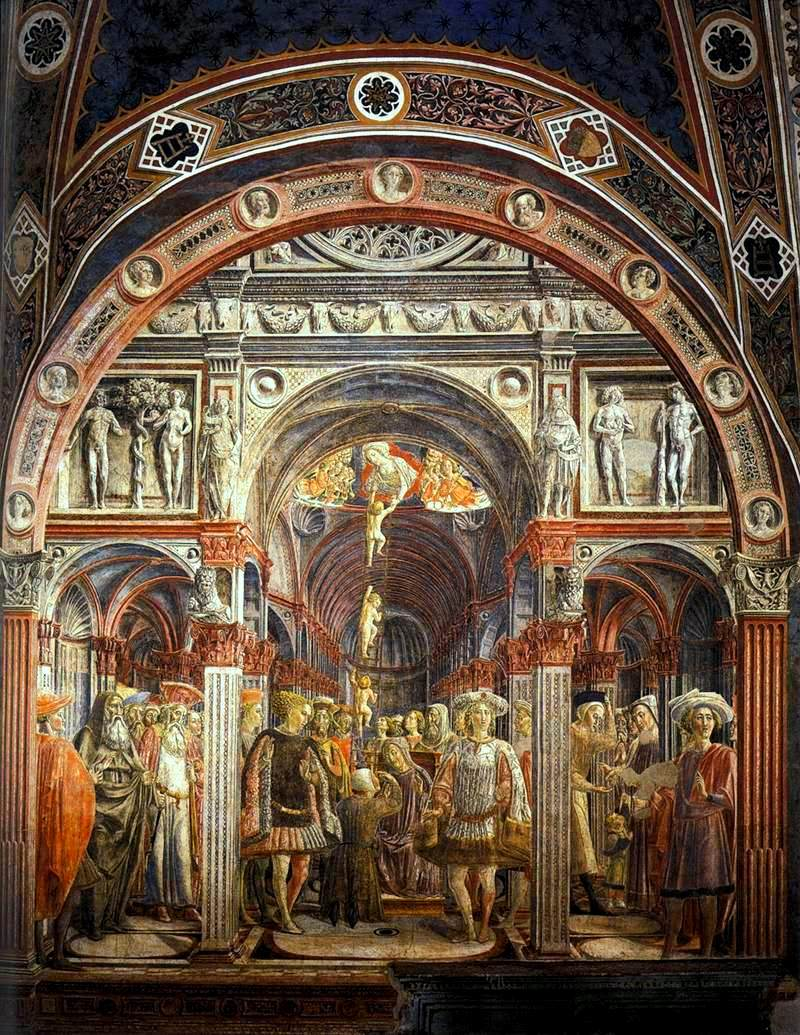
I Fondatori (1441, Santa Maria della Scala, Siena)

## Leben
Vecchietta wurde 1410 in Siena als Sohn von Pietro di Giovanni di Lando geboren und am 11. August 1410 getauft. Wahrscheinlich erlernte er sein Handwerk bei Il Sassetta, Taddeo di Bartolo und bei Jacopo della Quercia. Zu seinen Schülern zählten Francesco di Giorgio und Neroccio di Bartholomeo di Benedetto de’ Landi. Die meisten seiner Werke entstanden in Siena, hauptsächlich für die Sakristei (Cappella del Sacro Chiodo) im Gebäudekomplex von Santa Maria della Scala und den Dom von Siena und dessen Baptisterium. Für seine Arbeiten im Hospital Santa Maria della Scala erhielt er den Beinamen Pittor dello spedale (Maler des Hospitals). Zudem arbeitete er um 1435 in der Kapelle des Palazzo Castiglioni in Castiglione Olona unter der Leitung von Masolino da Panicale. Er wird in dem Kunstlexikon Le vite de’ più eccellenti architetti, pittori et scultori italiani von Giorgio Vasari im zweiten Teil zusammen mit Francesco di Giorgio Martini als Bildhauer und Goldschmied beschrieben.

## Werke (Auswahl)

### Werke im Hospital Santa Maria della Scala
- Allegoria dell’Ascensione dei bambini al cielo (Cappella del Sacro Chiodo, Sakristei)
- Annunciazione (Cappella del Sacro Chiodo, Sakristei)
- Cristo risorto (1476, Chiesa della Santissima Annunziata)
- Giudizio Universale (Cappella del Sacro Chiodo, Sakristei)
- I Fondatori, (1441)
- La Natività (Cappella del Sacro Chiodo, Sakristei)
- La Visione del beato Sorore (Fresko im Pellegrinaio)

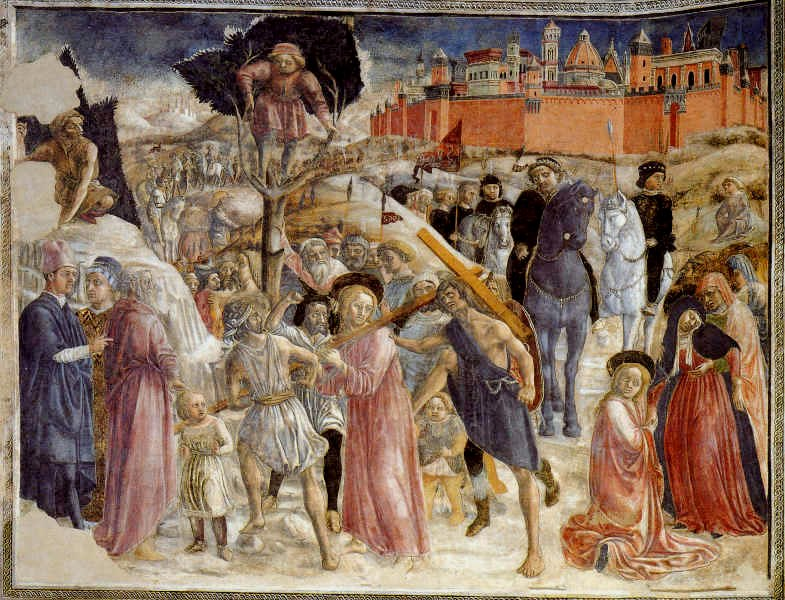
Andata al Calvario (1447–1450, Baptisterium des Dom von Siena)

### Weitere Werke in Siena
- Andata al Calvario (1447–1450 entstanden, Baptisterium des Dom von Siena)
- Arliquiera (1445, entstanden für Santa Maria della Scala, befindet sich heute in der Pinacoteca Nazionale di Siena)
- Ciborio (Ziborium des Dom von Siena, 1467 bis 1472 entstanden für Santa Maria della Scala, 1506 in den Dom verlegt)
- Compianto del Cristo morto (Oratorio di San Bernardino)
- Flagellazione (Baptisterium des Dom von Siena)
- Madonna che copre con il suo manto il popolo senese (Fresko, Cappella dei Nove, Palazzo Pubblico)
- Madonna Piccolomini (Theatereingang im Palazzo Chigi-Saracini)
- Papa Pio II. (Museo delle Biccherne, Staatsarchiv)
- Salita al Calvario (Baptisterium des Dom von Siena)
- San Pietro und San Paolo (um 1458, Loggia della Mercanzia)
- Santa Caterina (Sala del Mappamondo, Palazzo Pubblico)

### Weitere Werke außerhalb Sienas
- L’Assunzione della Madonna con i santi Agata, Pio, Callisto e Caterina da Siena (1461, Dom von Pienza)
- La Madonna e santi (1475, Uffizien, Florenz)
- Sant’Antonio Abate (Holzstatue, 1474, Dom von Narni)[2]